# Grégory Patat
Pas d'image ? Cliquez ici

a Compétitions nationales et continentales officielles uniquement.

Grégory Patat, né le 9 février 1975 à Auch, est un joueur français de rugby à XV évoluant au poste de troisième ligne centre, devenu entraîneur après sa retraite sportive.

## Biographie
Grégory Patat joue treize saisons sous le maillot du FC Auch au poste de troisième ligne centre.
Il remporte deux titres de champion de France de Pro D2 en 2004 et en 2007 et le Bouclier européen en 2005.
En novembre 2005, il est sélectionné avec les Barbarians français pour jouer un match contre l'Australie A à Bordeaux. Les Baa-Baas s'inclinent 42 à 12.
Capitaine du FC Auch Gers, il prend la succession en tant qu’entraîneur du FCAG de Pierre-Henry Broncan.
En 2014, il signe en tant qu'entraîneur des avants à l'USA Perpignan, club historique de Top 14 mais qui vient de descendre en Pro D2. il tient malgré tout son engagement au club et travaille au côté du nouveau directeur sportif, Alain Hyardet. Malgré le limogeage d'Alain Hyardet en 2015. Il reste co-entraîneur du club responsable des avants aux côtés de François Gelez. Le 7 décembre 2015, le président François Rivière annonce que Patat est écarté de son poste d'entraîneur des avants.
En 2016, il devient entraîneur des espoirs du Stade rochelais au côté de Sébastien Boboul. Après le départ de Patrice Collazo alors manager général de l'équipe première du Stade rochelais, Grégory Patat est nommé comme entraineur des avants de l'équipe le 29 mai 2018. Il n'est pas conservé lors de la réorganisation du staff en 2021.
En 2022, il devient manager général de l'Aviron bayonnais. En 2025, l'équipe termine 4e du championnat et joue une demi-finale contre le Stade toulousain, 42 ans après la dernière demi-finale du club dans le championnat de France.

## Bilan d'entraîneur
| Saison      | Club             | Division | Poste              | Classement                             | Coupe d'Europe    | Challenge européen            |
| ----------- | ---------------- | -------- | ------------------ | -------------------------------------- | ----------------- | ----------------------------- |
| 2009 - 2010 | FC Auch          | Pro D2   | Entraineur en chef | 13e                                    | -                 | -                             |
| 2010 - 2011 | FC Auch          | Pro D2   | Entraineur en chef | 6e                                     | -                 | -                             |
| 2011 - 2012 | FC Auch          | Pro D2   | Entraineur en chef | 10e                                    | -                 | -                             |
| 2012 - 2013 | FC Auch          | Pro D2   | Entraineur en chef | 13e                                    | -                 | -                             |
| 2013 - 2014 | FC Auch          | Pro D2   | Entraineur en chef | 15e                                    | -                 | -                             |
| 2014 - 2015 | USA Perpignan    | Pro D2   | Avants             | 3e, éliminé en demi-finale d'accession | -                 | -                             |
| 2018 - 2019 | Stade rochelais  | Top 14   | Avants             | 5e, éliminé en demi-finale             | -                 | Défaite en finale             |
| 2019 - 2020 | Stade rochelais  | Top 14   | Avants             | 5e (arrêt du championnat)              | Éliminé en poule  | -                             |
| 2020 - 2021 | Stade rochelais  | Top 14   | Avants             | Défaite en finale                      | Défaite en finale | -                             |
| 2022 - 2023 | Aviron bayonnais | Top 14   | Entraineur en chef | 8e                                     | -                 | Éliminé en poule              |
| 2023 - 2024 | Aviron bayonnais | Top 14   | Entraineur en chef | 12e                                    | Éliminé en poule  | Éliminé en huitième de finale |
| 2024 - 2025 | Aviron bayonnais | Top 14   | Entraineur en chef | 4e, éliminé en demi-finale             | -                 | Éliminé en huitième de finale |

## Palmarès
Avec le FC Auch
- Coupe de la ligue :
  - Finaliste (1) : 2001
- Championnat de France de Pro D2 :
  - Champion (2) : 2004 et 2007
- Bouclier européen :
  - Vainqueur (1) : 2005[4].